# Glossari del Tercer Reich
Glossari paraules, termes, conceptes i frases de l'Alemanya nazi.
Algunes paraules foren encunyades per Adolf Hitler i altres per membres del partit nazi. Altres mots i conceptes van ser presos i se'ls van apropiar els nazis, i altres termes ja eren en ús durant la República de Weimar. Finalment, alguns es van prendre de la tradició cultural d'Alemanya.

## 0-9
- 25-Punkte-Programm - La plataforma del partit nazi i una codificació de la seva ideologia.
- 581 Abel autobiografia - Dades dels membres del partit nazi durant la República de Weimar.

## A
- Anschluss: l'annexió, i en particular, l'annexió d'Àustria el 1938.
- Ahnenerbe: «heretatge ancestral» - un grup d'experts sota l'auspici de Heinrich Himmler per a investigar la història de la raça ària i «demostrar» la seva superioritat.
- Arisierung o arianització: espoliació de béns i empreses jueus, «comprats» per un preu ridícul.
- Arbeit adelt: «El treball dignifica». Lema del Reichsarbeitsdienst.
- Arbeit macht frei «el treball fa lliure» o «la feina allibera». Consigna cínica dels camps de concentració, inscrita en la porta d'entrada dels camps de concentració, inclosos Dachau i Auschwitz.
- Art degenerat: nom donat pels nazis a l'art abstracte i avantguardista del segle xx.
- Aktion Reinhard: nom en codi que els nazis van donar al pla d'assassinar els jueus polonesos.
- Ahnenpass (passaport d'avantpassats), que permetia de documentar el llinatge de raça ària.

## B
- Berghof: casa de camp de Hitler als Alps Bavaresos, prop de Berchtesgaden. Construïda el 1933.
- Bayreuther Festpiele: Festivals d'òpera wagneriana celebrats des de 1876 (i que encara es poden veure avui en dia) a Bayreuth, Alemanya. Per l'amor de Hitler de la música de Wagner, tots els principals funcionaris del partit i les seves dones, s'esperava que assistissin als Festivals de Bayreuth. Hitler va dir: «Qualsevol persona que no aprecia la música de Wagner no pot entendre el Nacional Socialisme».
- Blitzkrieg: atac militar sobre la base d'una cooperació sistemàtica entre la infanteria, blindats i tropes de la Força Aèria, avançant ràpidament per impedir que l'exèrcit de l'enemic es reorganitzés i estabilitzés la línia del front.
- Blut und Boden: «sang i terra» en català, lema de la ideologia que considera la sang (la descendència i la raça) i la terra, que nodreix i l'espai vital com el fonament essencial d'una societat estable i esponerosa. La idea era anterior al nazisme, però Walther Darré en ferà el fil conductor del ministeri de l'agricultura.
- Bund Deutscher Mädel (BDM): «lliga de joves alemanyes», branca femenina de les Joventuts Hitlerianes.

## C
- Cicló B: Ortografia alternativa de Zyklon B, nom comercial d'un insecticida a base de cianur usat per matar més d'un milió de persones (el nombre total de morts en l'Holocaust fou de sis milions de persones) en les cambres de gas nazis.
- Conferència de Wannsee: una conferència al barri de Wannsee, prop de Berlín, que va portar a la decisió d'exterminar els jueus
- Coventrieren (equivaldria a «coventritzar» : arrasar la ciutat, especialment pels bombardejaments aeris (el terme va ser creat per Joseph Goebbels, després del bombardeig de Coventry);
- Complot del 20 de juliol, temptativa fallida d'assassinar Hitler i enderrocar el règim nazi, per oficials de l'exèrcit liderats per l'Oberst Claus von Stauffenberg i el Generaloberst Ludwig Beck, (Operació valkiria).
- Crim de la fase final (Endphaseverbrechen): terme emprat als judicis de les forces ocupants per a designar una sèrie de 410 assassinats i matances comesos pels nazis a partir del 1945, ordenats per tal d'eliminar testimonis torbadors i incriminatoris o adversaris polítics que poguessin suposadament ajudar els aliats.

## D-G
- DAP (Deutsche Arbeiterpartei): un partit polític d'un nacionalisme d'extrema dreta fundat a Múnic el 1919 per Anton Drexler, Gottfried Feder, Dietrich Eckart i Karl Harrer, nucli originari del Partit Nacional Socialista dels Treballadors Alemanys.
- Deutscher Orden: Era el més alt guardó que es podia atorgar a una persona dins de l'Alemanya Nazi pels «deures del més alt ordre a l'Estat i al Partit». Va ser creada per Adolf Hitler l'11 de febrer de 1942.
- Deutsches Kreuz: Era una condecoració de guerra de l'Alemanya Nazi, creada el 28 de setembre del 1941 per Adolf Hitler. S'atorgava en dues classes, Or i Argent.
- Deutschnationale Volkspartei (DNVP), Partit Popular Nacional Alemany, monàrquic i conservador: molt nacionalista; eren socis menors del NSDAP en el govern de coalició de 1933. Instrumental en l'aprovació de la Ermächtigungsgesetz, però es va dissoldre poc després.
- Drang nach Osten, «Marxa cap a l'est», el desig històric alemany d'ampliar el territori cap a l'est.
- Einsatzgruppen: Era el nom d'un aplec de grups militars (MaPeD) formats a l'Alemanya nazi abans i durant la Segona Guerra Mundial.
- Ermächtigungsgesetz: Llei de Concessió dels Plens Poders o Llei habilitant del 1933.
- Ersatz - (producte substitut): Alemanya no tenia fàcil accés a alguns recursos estratègics. Per exemple, els científics alemanys van haver de trobar la manera de produir cautxú sintètic (Buna).
- Esvàstica (Hakenkreuz): logòtip principal del nazisme.
- Führerbunker: denominació que rebia el búnquer o refugi antiaeri situat al subsòl de Berlín, destinat a protegir els alts comandaments de l'Estat i les forces armades.
- Führer (cabdill): títol reservat per Adolf Hitler, potser en analogia amb el Duce. El títol de Reichsführer-SS es va reservar per Himmler.
- Fraktur: una lletra tipogràfica i també a un subgrup d'escriptures trencades.
- Führerprinzip: Principi de lideratge; el principi de la teoria política nazi que consisteix en el principi de l'obediència cega a un líder infal·lible.
- Gauleiter: governador d'una regió.
- Gefrierfleischorden: condecoració nazi creada per Hitler el 26 de maig del 1942 atorgada pel servei al Front Oriental entre el 15 de novembre de 1941 i el 15 d'abril de 1942.
- Geheime Feldpolizei (GFP): la policia secreta militar que va ser organitzada per l'alt comandament alemany (OKW) el juliol de 1939 per servir en la Wehrmacht
- Gestapo: la Geheime Staatspolizei, la policia secreta nazi.
- Gleichschaltung: literalment «sincronització», el control total de tots els aspectes de la societat, així com el poder.
- Gnadentod (en català: mort compassiva): el programa alemany d'eutanàsia» (codi Aktion T4) per mantenir la puresa de la raça alemanya per mitjà de l'eliminació dels alemanys amb discapacitat.
- Gottbegnadeten-Liste (en català: llista dels beneïts pels déus): una llista d'artistes reconeguts, publicada el 1944 per Adolf Hitler i el Ministeri per a la informació de la població i la propaganda sota la direcció de Joseph Goebbels
- Gruppenführer: El rang de Gruppenführer equivalia al de General, era un rang de les SS i SA, «Líder de grup».

## H-K
- Hauptsturmführer: un rang de la SS usat entre els anys 1934 i 1945. Equivalent al grau de capità.
- Heer: El Heer era el component de les forces terrestres de les forces armades alemanyes (la Wehrmacht).
- HIAG: una organització fundada per a proveir assistència als veterans i treballar per a la rehabilitació del seu estatut legal pel que fa a les seves pensions.
- Hitlerjugend: moviment de joves mascles, per a les noies hi havia el Bund Deutscher Mädel (BDM)
- Holocaust: el genocidi comès pels nazis.
- Horst-Wessel-Lied: l'himne del partit nazi des de 1930, escrit en honor de Horst Wessel, un membre del NDSAP assassinat per un membre del Partit Comunista Alemany. Horst Wessel va ser martiritzat i un símbol del nazisme.
- IG Farben: l'empresa més pròxima al govern nazi, produïa gas per a l'extermini de jueus i altres adversaris. Va ser el primer exemple de corporativisme en l'Alemanya nazi.
- Judenfrei (en català: «lliure de jueus"): zones ètnicament netejades de qualsevol presència jueva.
- Judenknecht - «servent dels Jueus». Persones gentils, grups o estats que s'oposaven a l'Alemanya nazi.
- Judenrampe - «rampa de Jueus». En els camps d'extermini i camps de concentració, la plataforma ferroviària per a la descàrrega de nouvinguts (en general jueus) internats.
- Judicis de Nuremberg: El judici dels dirigents nazis per crims de guerra i crims contra la humanitat, que es va fer a la fi del conflicte.
- Kameradschafts- und Gemeinschaftsstärkung: termini per als anys compresos entre 1925-1933 a l'oposició política de l'NSDAP. Molt després del 1933 es glorifica com el període heroic de la NSDAP.
- Kapo: Intern d'un camp de concentració triat per al control dels seus iguals.
- Kehlsteinhaus, El «niu d'àguiles», casa d'estiu de Hitler dalt d'una muntanya amb vista a Obersalzberg, prop de Berchtesgaden. No s'ha de confondre amb el Berghof.
- Kinder, Küche, Kirche - «Els nens, la cuina i l'església» (la coordinació de tots els aspectes de la vida d'una ortodòxia patrocinada per l'Estat) - lema per a descriure o circumscriure el paper apropiat de les dones a l'Estat nazi. Hitler va dir: «El nacionalsocialisme és un moviment d'homes».
- Konzentrationslager (KZ) (en català: Camp de concentració) originalment centres de detenció, i després, de vegades, «fàbriques» d'assassinats en massa (camp d'exterminació)
- Kraft durch Freude (KDF): «força per l'alegria», programa impulsat per l'estat, l'objectiu del qual era organitzar el temps lliure de les persones, oferint vacances a bon mercat, concerts, animació i altres;
- Kriegsmarine, «Marina de Guerra», una de les tres branques oficials de la Wehrmacht.
- Kristallnacht: «Nit dels vidres trencats», 9 de novembre de 1938, quan els nazis van organitzar un pogrom contra els negocis jueus. L'eufemisme s'usa per raó de les nombroses vidres de finestres trencats, que enjoncaven els carrers.

## L-M
- Landwirtschaftliche Gaufachberater: convencions agrícoles de l'NSDAP, la primera celebrada el 8 de febrer de 1931. Es va celebrar Bauernkundgebungen.
- Landwirtschaftliche Vertrauensleute (LVL): Agents agraris de l'NSDAP, que s'utilitzaven per infiltrar-se en les organitzacions agrícoles rurals per augmentar la influència nazi i la doctrina.
- Landwirtschaftlicher Fachberater: consultor expert en l'agricultura que s'havia assignat a cada Gau del NSDAP i la unitat de la ORT.
- Lebensborn: «Font de Vida», una organització fundada per Himmler, destinada a augmentar la taxa de natalitat dels «aris» per proporcionar refugi a les mares solteres en llars d'avis per no buscar la (il·legalitat) dels avortaments.
- Lebensraum: (en català: espai vital): la teoria política que afirmava que els alemanys, com a raça superior tenien el dret i la necessitat de conquerir grans espais per tal de créixer en detriment de «races inferiors». La recerca d'espai vital de l'est va ser la causa de l'esclat de la Segona Guerra Mundial. Vegeu també Blut und Boden.
- Lebensunwertes Leben: (Vida no mereixedora de vida). Era el terme emprat pels nazis per designar els segments de la població que, segons la seva política racial, no tenia dret a viure, i que per tant havia de ser «exterminada».
- Leibstandarte SS Adolf Hitler (LSSAH): Va ser una formació d'elit de les Waffen SS formada inicialment com una guàrdia personal armada per a Adolf Hitler. Posteriorment es va destacar com una unitat blindada especial de la Waffen-SS que va actuar en molts escenaris bèl·lics durant la Segona Guerra Mundial.
- Legió Còndor: el nom de la força d'intervenció aèria que l'Alemanya nazi envià en ajuda de les forces del general Franco per lluitar a la Guerra Civil Espanyola.
- Luftwaffe: «La força aèria.», branca de la Wehrmacht va ser fundada oficialment el 26 de febrer de 1935.
- Mann: Rang més baix en les SA i les SS.
- Männerbund: Llaç dels homes, era una mística netament masculina, que es va convertir en una part essencial de la ideologia de les SA.
- Märzveilchen: «Violetes de març». Els que es van unir al NSDAP després de les eleccions al Reichstag de març de 1933. En general, el «Violetes de març» se suposa que entraren en el partit per raons oportunistes i només es van obtindre el menyspreu per part de la «vella guàrdia». També anomenat Märzgefallene o «víctimes de març».
- Mein Kampf: «La meva Lluita», l'autobiografia d'Adolf Hitler i la declaració política.
- Meine Ehre heißt Treue: Lema que s'aplicava a les sivelles dels cinturons i les fulles de les dagues d'uniformes usats per les Schutzstaffel o SS.
- Militärbefehlshaber: El governador militar, que era el cap (únic) dels executius en un país ocupat.
- Mit brennender Sorge (Amb ardent preocupació): el 1937 el Papa publicà una carta on advertia del perill nazi.
- Muselmann: terme despectiu usat per referir-se als presoners famolencs dels camps de concentració nazis.

## N-O
- Nacht und Nebel: «Nit i boira», desenvolupat per una sèrie de directrius aplicades per les autoritats del Tercer Reich per a la repressió i eliminació física d'oponents polítics als territoris ocupats.
- Nationalsozialismus (NS) - Nacionalsocialisme, és a dir, el nazisme.
- Nationalsozialistische Deutsche Arbeiterpartei (NSDAP) - Partit Nacional Socialista dels Treballadors Alemanys d'Adolf Hitler: el Partit Nazi.
- Nit dels ganivets llargs: la purga de les SA per part dels partidaris d'Adolf Hitler.
- NS-Frauenschaft (NSF): l'organització de dones del partit nazi. Fundada l'octubre de 1931 com una fusió de diversos grups nacionalistes i les associacions nacionals de dones socialistes.
- Nationalsozialistische Lehrerbund (NSLB) «Lliga Nacionalsocialista dels mestres» - sindicat de mestres obligatori, el 1935 es van fusionar en el NSDDB.
- Nationalsozialistische Volkswohlfahrt (NSV): Va ser una organització de benestar social durant el Tercer Reich. La NSV va ser establerta el 1933, poc després que l'NSDAP va arribar al poder a Alemanya. Amb seu a Berlín.
- Nationalsozialistische Deutsche Dozentenbund (NSDDB) - «Lliga Nacionalsocialista dels Professors Universitaris d'Alemanya».
- NSDStB: Intent d'integrar els estudis dintre el Führerprinzip.
- NSDAP: L'abreviatura oficial del nom complet del partit nazi.
- Nur für Deutsche - «. Només per als alemanys», en molts països ocupats per Alemanya, fou un eslògan racista que indicava que certs establiments i transports estaven reservats als alemanys.
- Oberführer: un grau paramilitar dels primers temps del partit nazi que data de 1921.
- Obergruppenführer: era tant un rang paramilitar del Partit Nazi creat el 1932 com un rang de les SA, i fins al 1942 era el màxim rang de les SS, només per sota de Himmler.
- Oberkommando der Wehrmacht (OKW): (Alt Comandament de les Forces Armades) era part de l'estructura de comandament de les forces armades de l'Alemanya Nazi durant la Segona Guerra Mundial.
- Oberscharführer: un dels rangs de Suboficial usat tant en la Sturmabteilung.
- Oberstgruppenführer: el rang paramilitar de més alta jerarquia de les Sturmabteilung (SA) i posteriorment el grau militar de més alta jerarquia de les Schutzstaffel (SS).
- Obersturmführer: un rang paramilitar del Partit nazi que va ser utilitzat per la SS i també com un rang de la SA.
- Ordnungspolizei (Orpo) (en català: policia de l'orde): la policia regular uniformada, nacionalitzada el 1936.
- Organització Todt: va ser un grup de construccions d'enginyeria durant l'Alemanya nazi. Va esclavitzar aproximadament 1.500.000 de persones dels països ocupats per l'exèrcit alemany. I va construir el Mur Atlàntic.

## P-Q
- Pangermanisme: És un moviment ideològic i polític partidari de la unificació de tots els pobles d'origen alemany en la Grossdeutschland (Gran Alemanya)
- Panzer: Fa referència als ~carros de combat alemanys de la Segona Guerra Mundial.
- Panzerfaust «armadura de puny», fou una arma antitanc de la Segona Guerra Mundial, amb un sol tir i sense retrocés. Antecedent que va conduir al desenvolupament dels RPG Soviètics (llançagranades).
- Planwirtschaft: L'economia planificada limitada, Walther Funk va promoure aquesta idea dins del partit nazi.
- Plutokratie - «plutocràcia», terme nazi per als països occidentals capitalistes, sobretot els EUA i el Regne Unit.
- Putsch de Múnic: va ser un intent fallit de cop d'estat que es va produir entre el 8 i el 9 de novembre de 1923, quan el líder del NSDAP Adolf Hitler, el militar Erich Ludendorff, i d'altres militants nazis van tractar sense èxit de prendre el poder a Múnic, Baviera i Alemanya.
- Quisling: Un sentit pejoratiu traduït com a «traïdor» durant la Segona Guerra Mundial, comunament usat com un insult dirigit a un ciutadà que va col·laborar amb els alemanys en una de les nacions conquerides. El terme va ser pres de Vidkun Quisling, líder pro-nazi noruec.

## R-Z
- Raça superior (en alemany: Herrenvolk): un terme polític, utilitzat pels nazis per descriure l'anomenada raça ària;
- Reich (regne): L'Estat alemany.
- Reichskulturkammer o RKK (Cambra de cultura): institució amb l'objectiu de controlar totes les expressions i oficis culturals
- Reichsmusikkammer o RMK: institució per controla els músics, compositors, luthiers
- Reichsleiter: director nacional del partit, el grau superior de la jerarquia del partit nazi, els divuit Reichsleiters depenien directament de Hitler.
- SA (en alemany Sturmabteilung, en català «Batalló d'Assalt"): Organització paramilitar formada l'any 1921 i destinada inicialment a la protecció dels membres del NSDAP i usada sovint com a força de xoc. Va ser vigent fins al 1945 tot i que va haver de cedir a poc a poc poder a les SS
- SS (en alemany Schutzstaffel, en català «Cos de protecció"): Organització paramilitar formada l'any 1925 i destinada inicialment a la protecció del Führer, Adolf Hitler (protecció de l'integritat física). Amb el temps va guanyar importància i va eixemplar les seves files àmpliament. Va ser la principal responsable de l'Holocaust, orquestrat sobretot per Heinrich Himmler, en època de guerra va formar la seva ala militar (Waffen-SS) la qual va actuar en tots els fronts de la Segona Guerra Mundial i va formar batallons amb voluntaris d'arreu del món. Es va dissoldre el 1945.
- Schutzhaft (Detenció protectiva): arrestació arbitrària d'oponents o persones considerades com a asocials, sense intervenció de l'autoritat judicial
- Solució final (en alemany: Endlösung der Judenfrage): la solució final del problema jueu), un eufemisme per descriure l'extinció total de tots els Jueus.
- Junkers Ju87, « Stuka": Va ser un models alemanys de bombarders en picat més famosos de la Segona Guerra Mundial. Se'n van fer multitud de models i variacions.
- Tercer Reich: nom usat pels nazis per descriure el règim.
- Thule Gesellschaft «Societat Thule». Els nazis van tractar d'imposar la seva ideologia sobre temes relacionats amb l'ocultisme i les tradicions germàniques i nòrdiques
- Vernichtungslager: Camps d'extermini.
- Volkswagen: «el cotxe del poble».
- V-1, V2 i V-3: els míssils per atacar a la Gran Bretanya i altres nacions alliberades per les forces aliades.
- Wehrmacht: (força de defensa") És el nom que es va donar a les forces armades alemanyes entre el 1935 per substituir el Reichswehr, dissolt pel règim nazi, fins al 1945.
- Wolfsangel: «Urpa del llop», emblema rúnic adoptada per diverses unitats militars de l'Alemanya nazi.
- Wolfsschanze «Cau del Lop": primer búnquer de Hitler de la Segona Guerra Mundial situat al Front Oriental.
- Zwangsarbeiter: Treballadors esclaus.
- Zwangswirtschaft: L'economia de la compulsió.
- Zwischenstaatliche Vertretertagungen: congressos de l'NSDAP, dels primers temps, la primera celebrada a Salzburg, Àustria.
- Zeppelin: aquests dirigibles eren un símbol de la tecnologia dels avions alemanys.